# Рудиарий
Рудиарий — в древнем Риме так назывались гладиаторы, получившие свободу (награждённые деревянным мечом, называемым rudis), но принявшие решение продолжать участвовать в гладиаторских боях. Следует отметить, что такие вольноотпущенники в ряде случаев прекращали выступать на арене и присоединялись к обслуживающему персоналу боёв, работая уже как свободные люди в качестве тренеров, укротителей диких зверей и других аналогичных областях. Некоторые из рудиариев продолжали выходить на арену и бои с их участием были более популярны, чем сражения рабов-гладиаторов. Это связано с тем, что вольноотпущенники, выжившие на арене, обладали значительным опытом боёв и были известны зрителям. Соответственно, получив свободу, такие гладиаторы получали значительно большую оплату, участвуя в боях, по сравнению с теми, кто оставался работать на должностях вспомогательного персонала.